# 後塞倫科格爾山

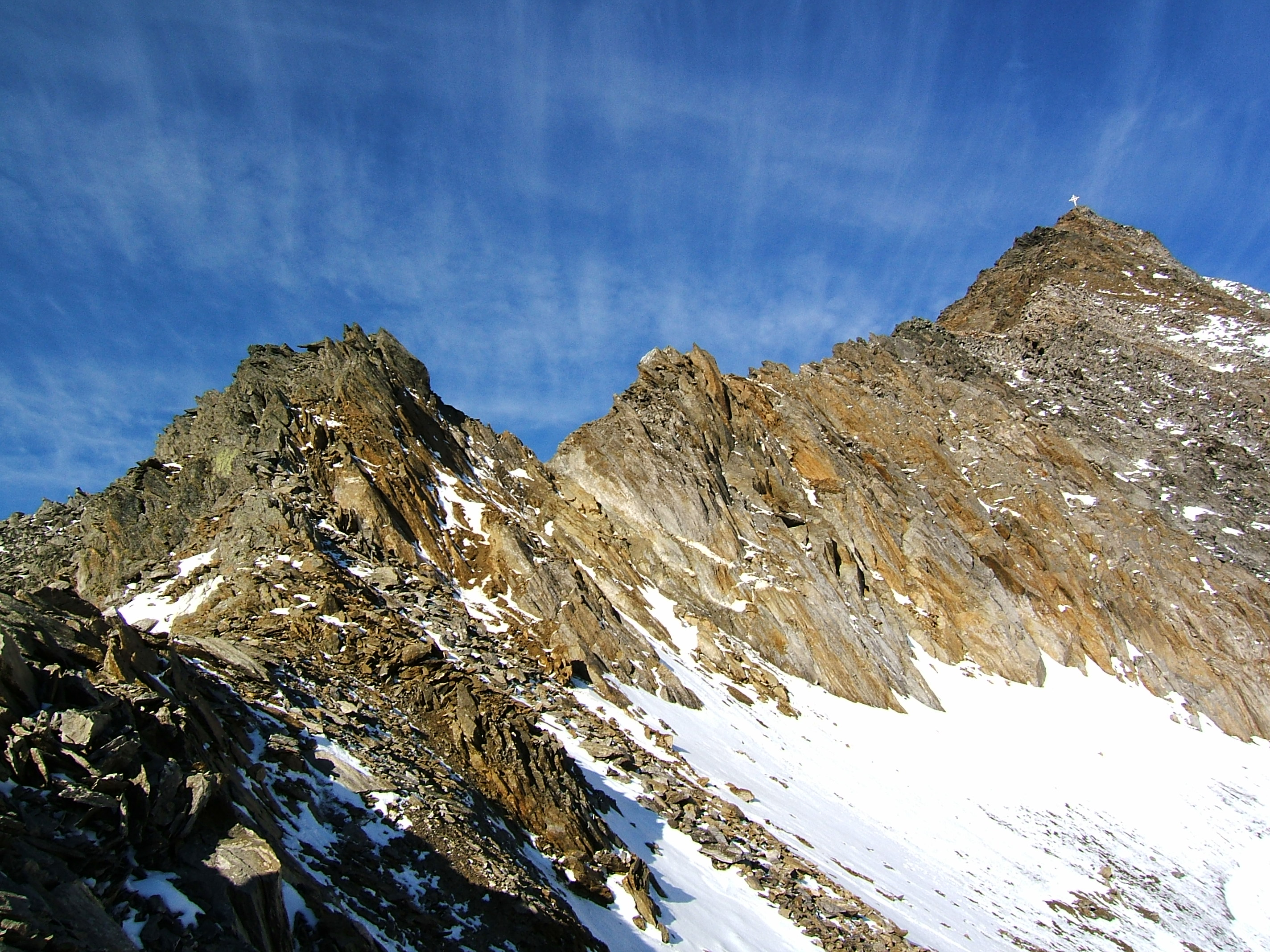

46°48′05″N 11°02′40″E / 46.80139°N 11.04444°E
後塞倫科格爾山（德語：Hinterer Seelenkogel），是中歐的山峰，位於奧地利和意大利接壤的邊境，屬於奧茲塔爾阿爾卑斯山脈的一部分，海拔高度3,472米，每年平均降雨量1,426毫米，人類在1871年首次登頂。